# Nau Capitania de Cabral, Índios a Bordo da Capitania de Cabral
Nau Capitania de Cabral, Índios a Bordo da Capitania de Cabral é uma pintura de Oscar Pereira da Silva. A obra é do gênero pintura histórica e encontra-se sob a guarda do Museu Paulista.
A obra foi produzida com tinta a óleo e suas medidas são 42,5 centímetros de altura e 61 centímetros de largura. Faz parte da Coleção Museu Paulista, com o número de inventário 1-19146-0000-0000.

## Descrição
A pintura retrata um episódio descrito na Carta de Pero Vaz de Caminha, o primeiro documento histórico escrito do que seria considerado, mais para frente, o Brasil. A cena representa de um dos primeiros contatos entre europeus e indígenas, com a visita de alguns índios à nau de Pedro Álvares Cabral.
Na tela estão presentes Cabral, sentado ao centro da tela, e dois índios, representando os povos ameríndios, à sua frente. Os personagens encontram-se dentro de um veleiro, na região de Porto Seguro, na Bahia. Dentro da embarcação, auxiliares europeus espalham-se no entorno do acontecimento central, trabalhando e realizando outras atividades. Fora da nau, embarcações da frota de Cabral repousam sobre o oceano.
Mais duas obras de Pereira da Silva, presentes no acervo da instituição, tratam do início da colonização no Brasil. São elas Desembarque de Pedro Álvares Cabral em Porto Seguro em 1500 e Fundação de São Paulo (Oscar Pereira da Silva). Todas as três pinturas retratam episódios em que indígenas e europeus interagem.

## Análise
O quadro é, de certa maneira, uma contrapartida da cena que Oscar Pereira da Silva havia criado em Desembarque de Cabral em Porto Seguro, com a figura do comandante Nicolau Coelho junto ao estandarte da Ordem de Cristo, trocando presentes com os indígenas.
Ao representar o momento de encontro de europeus e índios, no qual representaria uma prévia do mundo europeu aos indígenas, a pintura tenta demonstrar, através da construção e do posicionamento dos seus elementos figurativos, como os índios são minoria dentro da embarcação e como os portugueses continuam a realizar suas atividades, mesmo com a cena histórica se apresentando a eles. Dessa forma, a mensagem representada pela obra é a de isolamento dos índígenas na sua própria terra.
Essa representação também é bastante relevante, considerando os outros dois quadros de Pereira da Silva, nos quais o artista posiciona os elementos das telas em duas camadas distintas: o mundo dos europeus, no mar, em suas caravelas; e o mundo dos índígenas, na terra, onde estes escontram-se sendo representados como curiosos e encurralados. A tela Nau Capitania de Cabral, Índios a Bordo da Capitania de Cabral é representativa, neste contexto, por ser a única tela em que a população indígena encontra-se dentro de uma embarcação, que simboliza o território do colonizador europeu.